# Catherine Beaumont
Catherine Mariotti, épouse Beaumont est un personnage de la série télévisée Une famille formidable, née en 1950, interprétée par l'actrice Anny Duperey.
Catherine est la fille de Nono Mariotti.
Elle est mariée avec Jacques depuis plus de 30 ans. Ensemble, ils ont eu 4 enfants.
Audrey, l'aînée de Catherine est en réalité la fille de Michel Morand, un avocat, son amour de jeunesse. Elle a une sœur Paule qui est voyante et une meilleure amie, Reine.
Catherine était pédiatre et était très dévouée à sa profession.

## Famille

### Parents
- Père : Nono Mariotti
- Mère : Serena Montès

### Frères/sœurs
- Demi-frère : Serge Mariotti et Mario Montès
- Demi-sœur : Paule Mariotti

### Relation amoureuse
- Jacques Beaumont, mari depuis la saison 1
- Michel Morand, petit-ami avant le début de la série
- et plusieurs conquêtes extra-conjugales

### Enfants
- Avec Michel Morand : Audrey Beaumont
- Avec Jacques Beaumont : Nicolas Beaumont, Frédérique Beaumont, Manon Beaumont et Jérémy Beaumont

### Gendre/Belle-fille
- Julien Viguier (Audrey)
- Nourredine Bensala (Frédérique)
- Lucas (Nicolas)
- Jean-Philippe Cazaubon (Manon)

Ancien(ne)
- Sébastien Grenier (Frédérique)
- Christine Grenier (Nicolas)

### Petits-enfants
- Marie Viguier (Audrey & Julien)
- Carla Bensala (Frédérique & Nourredine)
- Louis Beaumont (Nicolas pour Laura et Natalia)
- Emma Cazaubon (Manon & Jean-Philippe)
- Inès Bensala (Frédérique & Nourredine)

## Biographie fictive

### Saison 1
Lors du 1er épisode, Catherine découvre que Jacques la trompe avec Nelly Fougerolles, une pâtissière. Le soir, alors qu’ils fêtent leurs 18 ans de mariage avec la famille, Catherine avoue à Jacques qu’elle est au courant de son aventure avec Nelly et veut divorcer. Mais ils décident de ne rien dire aux enfants pour le moment.
Catherine croit avoir une maladie mais en fait, elle est enceinte…, mais veut toujours divorcer. Elle apprend que Nono veut épouser Francesca. Catherine apprend également que Nelly, la maîtresse de Jacques est au Portugal, et qu’il la revoit. Jacques lui écrira une lettre pour lui demander pardon.
Catherine annonce à Jacques qu’après avoir voulu avorter, elle décide de garder le bébé mais veut toujours divorcer. Catherine apprend qu’elle attend des jumeaux. Le jour du mariage de Nono et Francesca, Catherine et Jacques se réconcilient sous l’initiative de Nono.

### Saison 2
Catherine a accouché des jumeaux, ainsi la famille s’installe à la campagne. Catherine et Michel se sont revus après qu’Audrey a découvert qu’elle était la fille de Michel. Michel aide Catherine lorsque Jacques a été viré de son travail. Ce n’est pas de tout repos pour Catherine lorsqu’elle apprend que Nicolas leur présente sa nouvelle compagne : Reine qui a l’âge de Catherine.
Au Portugal, Catherine va soutenir et aider sa sœur Paule après avoir découvert que son ami Charles est en fait marié et père de trois enfants.
De retour en France, Catherine se sent de plus en plus délaissée par Jacques qui travaille de nouveau pour le Guide Beaumont avec Reine qui l’a racheté et Michel. Catherine soutient toute sa famille.

### Saison 3
Reine est devenue l’amie de la famille.
Catherine a des difficultés à parler avec Nicolas.
Pendant les vacances au Portugal, Catherine découvre que Nono trompe Francesca et tente de les réconcilier. Catherine va rencontrer Éric, un touriste français, avec qui elle va vivre une vraie passion, mais rien de grave pour son couple.
Catherine soutiendra Jacques lorsque le père de Jacques sera de retour et tentera de les réconcilier. Les problèmes ne sont pas terminés pour Catherine car Frédérique et Sébastien veulent habiter ensemble.

### Saison 4
On retrouve Catherine quelques années plus tard. Alors qu’elle décide d’aller chercher Jacques à l’aéroport, elle découvre une nouvelle fois qu’il la trompe. Cette fois, c’est de trop ! Elle demande le divorce. Après leur séparation, Catherine rencontre un musicien, Vincent.
Pendant les vacances au Portugal, la cohabitation entre Vincent, Catherine et Jacques n’est pas facile.
Catherine annonce à sa famille, qu’elle va se marier avec Vincent.
De retour en France, alors qu’elle est prête à partir avec Vincent aux États-Unis, elle reçoit une balle perdue. À son réveil, elle est amnésique, elle ne se souviendra pas de sa relation avec Vincent. Jacques et Catherine se réconcilient. Vincent est parti seul aux États-Unis pour raisons professionnelles. Catherine et Jacques se remarient.

### Saison 5
Catherine consulte un psy car elle a du mal a oublier tout ce qui s’est passé. Alors que le couple décide de partir en week-end en Bourgogne, les parents de Nourredine arrivent et sont contraints de rester pour soutenir leur fille. En effet, Nourredine a oublié d’annoncer à son père qu’il était marié et père.
Pendant les vacances au Portugal, Catherine découvre que Jacques a eu un fils, José, avec Lucia, sa maîtresse rencontrée au Portugal. Elle le prendra mal mais José sera finalement accepté par toute la famille.
Après les vacances, Catherine découvre qu’elle a un cancer du sein et l’annonce à Jacques qui sera le seul au courant. Au cours de ses visites à l’hôpital, elle rencontre Éléonore, une astronaute, qui décèdera. Jérémie tombera amoureux d’elle. Catherine s’en sortira bien.

### Saison 6
Catherine soutiendra Jacques lorsqu’il perdra son restaurant. Elle s’investit beaucoup dans sa vie professionnelle, en effet on lui propose une mission humanitaire en Afrique. Elle ne l’acceptera pas, car Jacques déprime et veut le soutenir. Pour lui changer les idées, elle décide de fêter leurs 30 ans de mariage tous les deux et sur une île. Elle découvrira que Nicolas veut faire un enfant à Laura qui est lesbienne.
Alors qu’ils profitent de leur voyage, Nourredine, Frédérique, Audrey, Julien, Reine, Sébastien, Christine et Richard débarquent. Reine a organisé une petite excursion mais l’avion se crashe sur une île déserte. Catherine découvre une nouvelle fois que Jacques la trompée avec Kelly qui a repris son restaurant, ils font « grotte séparée ».
De retour à Paris, Catherine ne veut plus vivre avec Jacques. Elle va habiter chez Reine et décide de partir en mission humanitaire en Afrique. Catherine aidera Nicolas lorsqu’il voudra s’occuper de l’enfant de Laura et Natalia.

### Saison 7
Catherine apprend que Nono est mort, c’est un grand choc pour toute la famille. Au testament, Nono lègue la maison à ses deux filles, mais Paule a des soucis financiers et souhaite vendre sa part. Catherine n’est pas d’accord et va tout tenter pour sauver son héritage.
Toute la tribu part au Maroc pour assister au mariage de Julien et Patricia. Quelques petits soucis, lorsque Manon trompe Jean-Philippe avec Walid et ainsi l’arrivée de Jean-Philippe au Maroc.
De retour à Paris, Catherine apprend qu'elle n'est pas la sœur de Paule, elle est effondrée et deviendra cleptomane. Jacques soutiendra son épouse et recherche la famille de sa mère naturelle, elle découvre Mario son frère, dont le fils a racheté la maison de Nono. Toute la famille est réunie au Portugal pour passer Noël.

### Saison 8
Maintenant Catherine est à la retraite. Catherine est partie avec Reine au Balang-Balang pour s’occuper de sa fondation. De retour à Paris, Catherine découvre que Jacques a un coach de vie, ainsi elle s’en veut d’avoir laissé Jacques seul après la mort de Richard. Elle décide de reprendre Jacques en main. Catherine annonce à Jacques qu’ils vont partir ensemble au Balang-Balang.
Reine et Julien les accompagnent. Catherine, Jacques, Reine et Julien se font enlever par le Front populaire du Balang-Balang. Après quelques péripéties, ils sont relâchés et rentrent à Paris.
Catherine découvre que Manon, Jean-Philippe et Marie sont ensemble mais décide de ne pas s’en occuper. Catherine et Jacques décident de profiter enfin de leur retraite et partent en Bourgogne et louent la maison d’enfance de Jacques. Ils ont quelques soucis d’adaptation dans le village mais tout cela semble s’arranger et décident de s’investir dans la vie politique du village.

### Saison 9
Dès le début de la saison 9, on comprend que Catherine a respecté ses engagements : elle est en effet adjointe au Maire de Noyers. Elle effectue également des remplacements au cabinet médical du village,….rien à voir avec la retraite donc! Catherine passe énormément de temps à travailler pour la commune. C’est d’ailleurs une chose que Jacques lui reproche.
La fermeture de la société Smartex va lui donner pas mal de travail. Elle se démène pour que les 40 employés de la société conservent leur emploi. Reine va d’ailleurs l’aider dans cet objectif. Mais, malheureusement, le sauvetage de la société se révèle plus compliqué. Toute l’équipe pense alors à créer une comédie musicale sur la fermeture de la société. Les répétitions de « Comment perdre son emploi et rester mince » débutent donc en Bourgogne et le spectacle se jouera finalement à Paris dans le nouvel établissement de Jacques.
Les relations avec ce dernier ne sont d’ailleurs pas au beau fixe : avec son projet de chambre d’hôtes, Jacques pète littéralement les plombs…Catherine se rapproche alors du nouveau médecin du village, François Fabiani. Mais Jacques tente de se rattraper et fait tout pour récupérer sa grande. La saison 9 se termine sur les retrouvailles du couple.

### Saison 10
Un an plus tard, Catherine vit toujours à Noyers et Jacques est reparti à Paris pour gérer son restaurant. Le couple se porte au mieux mais Catherine a en fait continué sa liaison avec François.  Elle avoue à Reine cette double vie et reconnaît elle-même qu’elle vit plutôt bien cette situation. Mais tout se complique quand Jacques est de retour à Noyers…Pas facile de concilier les deux histoires ! Surtout quand Jacques se met en tête de devenir le nouveau meilleur ami de François. Catherine doit alors supporter son amant lors des réceptions de famille,… Quel imbroglio !
De retour au Portugal, Catherine est très heureuse de revoir son demi-frère, Mario et de récupérer la maison familiale. Elle se rend également compte que Jacques est la personne la plus importante de sa vie et décide donc d’écrire à François pour rompre avec lui. Jacques lui fait alors comprendre qu’il avait remarqué leur manège… Un moment émouvant qui rapproche encore plus le couple.
À la mort de Sébastien, Catherine comprend qu’elle doit être présente pour sa meilleure amie. Mais le comportement de Reine devient inacceptable ; elle se présente aux élections à Noyers et tous les coups sont permis ! Elle ne reconnaît plus son amie, le point de rupture est atteint! Catherine et Jacques sont tout de même présents pour Reine, elle en a bien besoin maintenant qu’elle a perdu les élections…

### Saison 11
Lors de la saison 11, Catherine poursuit son travail à la mairie et gère de main de maître le quotidien de la famille. Mais celui-ci va être chamboulé par la découverte du corps de Gustave Monier. Elle va se passionner pour l’enquête, tentant elle-même de faire avancer les choses ! Elle fera tout pour innocenter Jacques, René, puis Julien. Catherine est également très présente pour son amie Reine ; elle l’aide pendant sa revalidation. Catherine devra également affronter un très gros coup dur : l’usurpation d’identité de Jacques. Le couple perd tout mais se battra jusqu’au bout pour se reconstruire un foyer (avec, sans doute, Audrey et Julien !).

### Saison 12
Après avoir récupéré une grande partie de leur fortune, Catherine et Jacques ont emménagé dans un appartement à Strasbourg. Julien et Audrey sont également là. Manon y est hébergée aussi pour terminer sa grossesse. Après la naissance d’Emma, Catherine se sent submergée par les événements et trouve qu’elle en fait trop pour la famille et pas assez pour elle. Après un voyage à La Réunion pour retrouver les ancêtres de Jacques, Catherine décide de passer un peu de temps, seule, à Lisbonne. Elle loue un appartement et espère que Jacques viendra très rapidement la rejoindre. Sur place, elle prend le temps de vivre les choses, dialogue avec Paule et Nono, … Jacques finira tout de même par la rejoindre et une nouvelle vie à deux débute pour le couple ! Mais ce bonheur est stoppé par l’accident de Frédérique. Catherine et Jacques vont tout faire pour remonter le moral de leur fille mais le travail sera difficile. C’est ensuite dans le projet de food-truck que Catherine accompagne Jacques.